# Gunnar Graewert

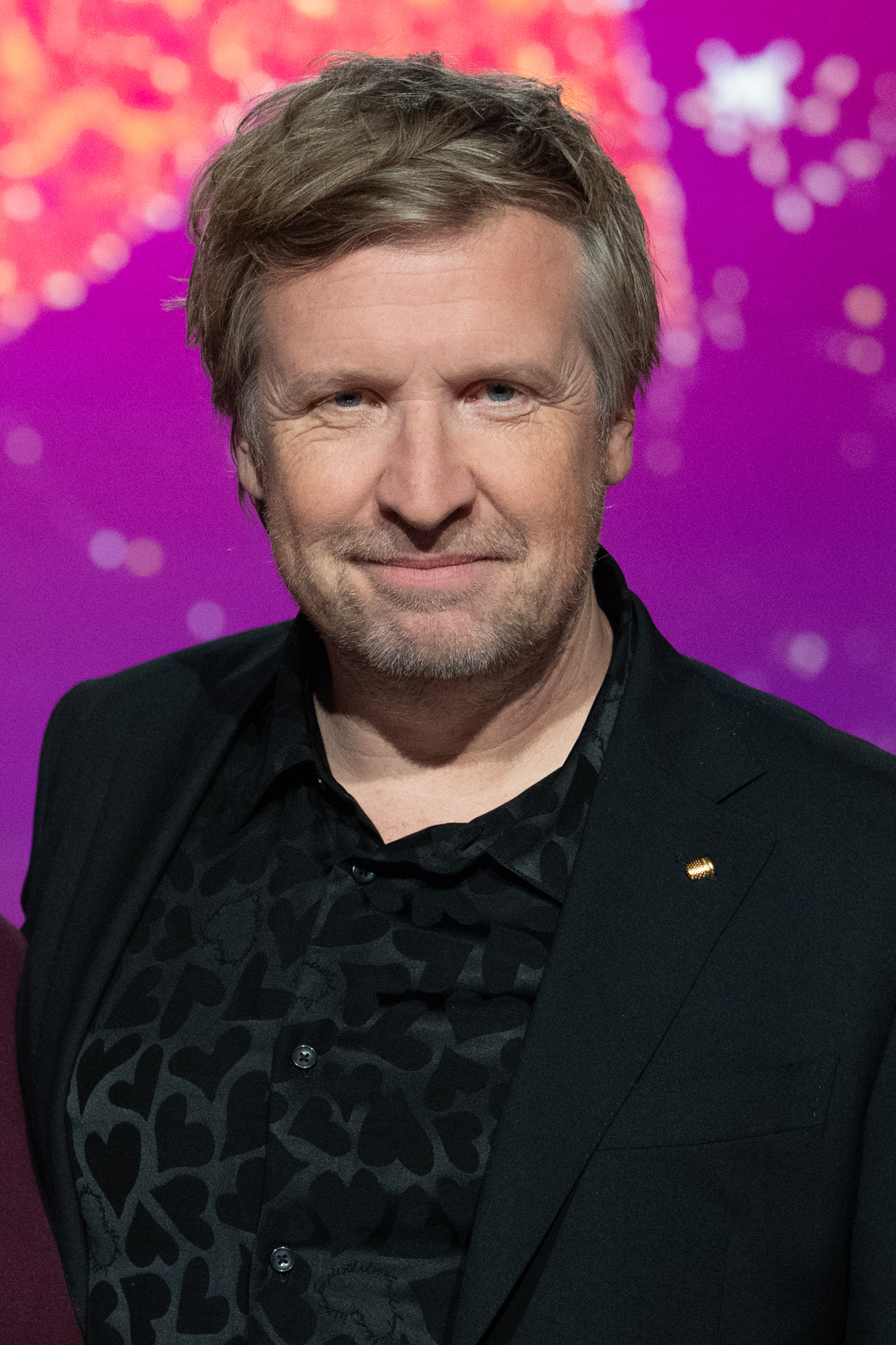
Gunnar Graewert (2024)

Gunnar Graewert (* 4. März 1974 in Bonn) ist ein deutscher Musiker, Songwriter, Produzent, Videoregisseur und Labelmanager.

## Leben
Gunnar Graewert machte 1995 sein Abitur am Michaeli-Gymnasium München. Dessen Musik- und Theaterabteilung, geleitet unter anderem von Bernhard Hofmann, förderte Graewerts Interesse am Schreiben von Musik und Performance. Neben diversen Percussion-Instrumenten, die er während dieser Zeit lernte, fing er im Alter von 16 Jahren an, neben Klavier auch Saxophon zu spielen und schrieb erste Songs. Nach dem Abitur arbeitete Graewert 12 Monate bei der Deutschen Lufthansa als Teilzeit-Mitarbeiter.
Im Jahr 1996 bewarb er sich für die neue Performing Arts Akademie Liverpool Institute for Performing Arts, die von Paul McCartney in Anlehnung an den Film Fame von Alan Parker gegründet wurde. Graewert besuchte dort zunächst einen Diplom-Studiengang für Popmusik, den er mit Auszeichnung absolvierte. Im Anschluss daran belegte er noch einen Bachelor-Studiengang für Performing Arts (Hauptfach Musik), den er im Jahre 2000 ebenfalls mit Auszeichnung abschloss. Während dieser Zeit schrieb und arrangierte er im akademie-eigenen Tonstudio und knüpfte internationale Kontakte.
2000 ging er von Liverpool zurück nach München und arbeitete zunächst mit dem Produzenten Axel Kroell an dessen Projekten und steuerte unter anderem Musik für Serien wie SOKO 5113 bei.
Er gründete ein Jahr später die Firma Young & Loud, die seitdem in den Münchner Downtown Studios beheimatet ist. Seit 2009 produziert Graewert Musikvideos und Musiktrailer, bei denen er auch Regie führt, unter anderem für Haindling, Claudia Koreck, Ania Jools, Maxi Arland, BR Sternstunden.
2012 gründeten Gunnar Graewert und die Musikerin Claudia Koreck das Musiklabel Honu Lani Records mit Universal Music als Vertriebspartner. Graewert leitet dieses Label.
Zudem ist Graewert für das Fach Songwriting an der Universität Regensburg und der Universität Augsburg als Dozent tätig.
Gunnar Graewert ist seit 2010 mit Claudia Koreck verheiratet. Die beiden haben zusammen einen Sohn und eine Tochter.

## Songwriting (Komponist und Texter) und Produktion
- Annett Louisan[1]
- Helene Fischer
- Donavon Frankenreiter
- Edita Gruberova
- Heaven Sent
- Mario Adorf
- Patrick Nuo
- Max Mutzke
- Andres Bourani
- Haindling
- Hannes Ringlstetter
- B3
- Claudia Koreck[1]
- Ania Jools
- Michael Mittermeier
- Bananafishbones
- Jasmin Wagner[1]
- Johnny Logan
- Somersault
- CB Green
- Waikiki Beach Bombers
- Stephan Zinner
- Ganes
- Chris Boettcher

## Film und TV
- Disney Channel (komplette On Air Music)
- Es ist ein Elch entsprungen (Titelsong)
- Elementarteilchen (Titelsong)
- Männer wie wir (Soundalikes, internationale Fassung)
- Agnes und seine Brüder (Soundalikes, internationale Fassung)
- Die Musterknaben (Soundalikes, internationale Fassung)
- Roter Kakadua (Soundalikes, internationale Fassung)
- Lotta in Love (OnScreen Musik)